# Зварне залізо
Зварне́ залі́зо — залізо, яке отримували при старих способах виробництва безпосередньо з руди сиродутним методом, або з чавуну методом кричної переробки чи пудлінгуванням. На відміну від ливарної сталі, способи отримання якої у промислових масштабах були розроблені пізніше, зварне залізо через специфіку виробництва отримували не у рідкому, а у «тістоподібному стані» — у вигляді губчастого заліза, просяканого рідким шлаком.
Утворений у горні або у пудлінговій печі шматок губчастого заліза (крицю) виймали і обтискали під молотом для ущільнення. При цьому окремі зерна криці зварювалися (звідси назва одержаного в такий спосіб заліза) поміж собою і з неї видалявся шлак.
Вже на початок XX століття зварне залізо майже повністю було витіснене ливарною сталлю.